# Снежок (напиток)

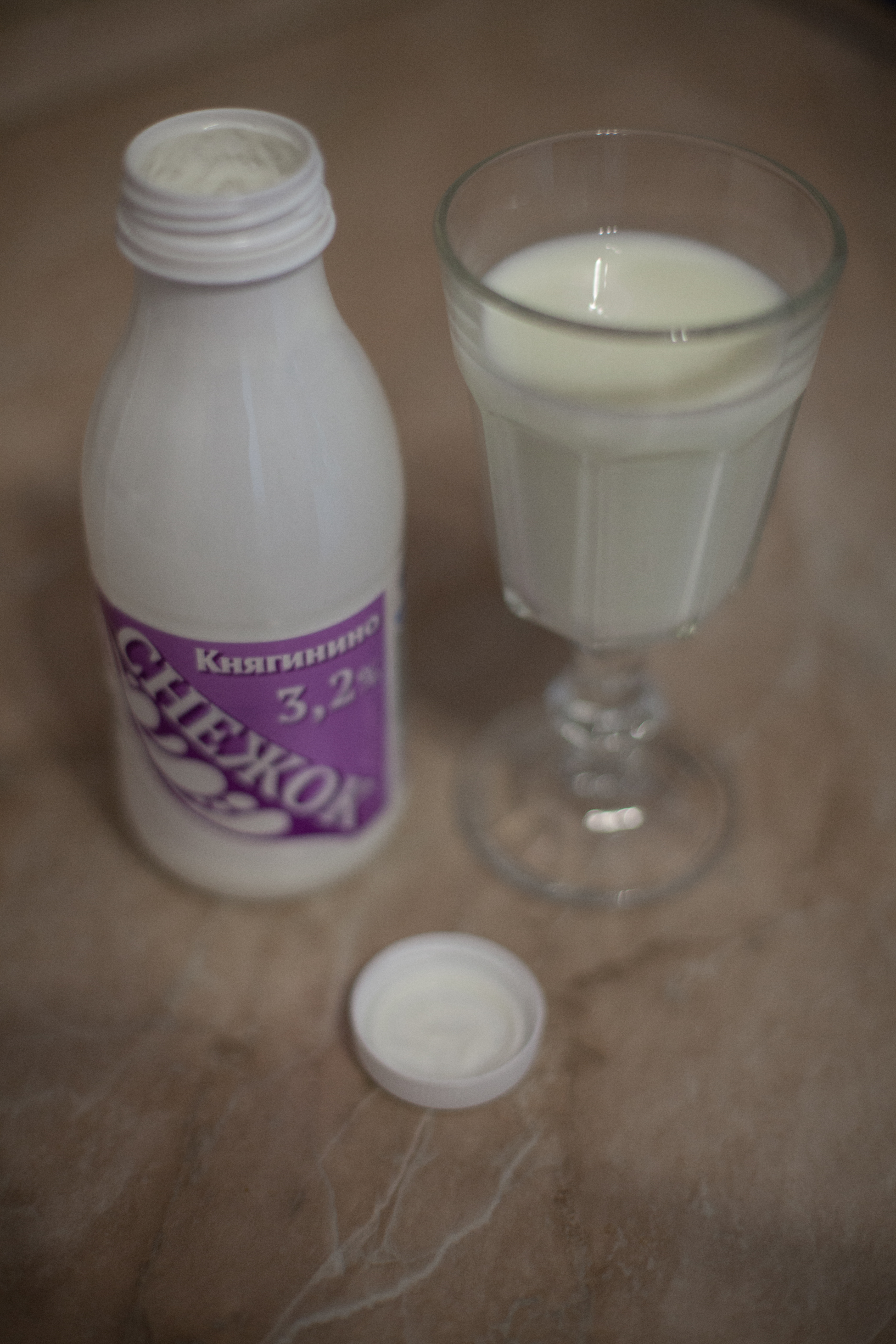
Стакан и бутылка снежка

Снежо́к — кисломолочный напиток обычно с добавлением сахара или плодово-ягодного сиропа. Изготавливается из пастеризованного молока, заквашенного культурой болгарской палочки и молочнокислого стрептококка. Консистенция напитка сметанообразная, слегка вязкая.
Разработан в СССР в 1960-х годах в качестве альтернативы к непопулярному болгарскому йогурту, в настоящее время массово выпускается на территории СНГ.